# パリの公園と庭園の一覧

パリの緑地の地図。

パリの公園と庭園の一覧（List of parks and gardens in Paris） 
フランスのパリには今日、421以上の市立公園と庭園があり、3000ヘクタール以上の土地と25万本以上の木がある。    以下は市内の公共の公園と庭園のリストである。 

## ウッドランド

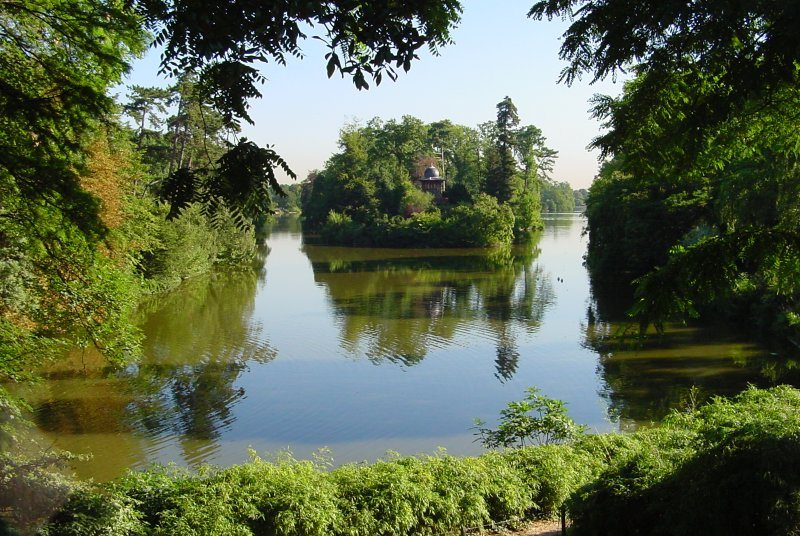
ブローニュの森 （16区）
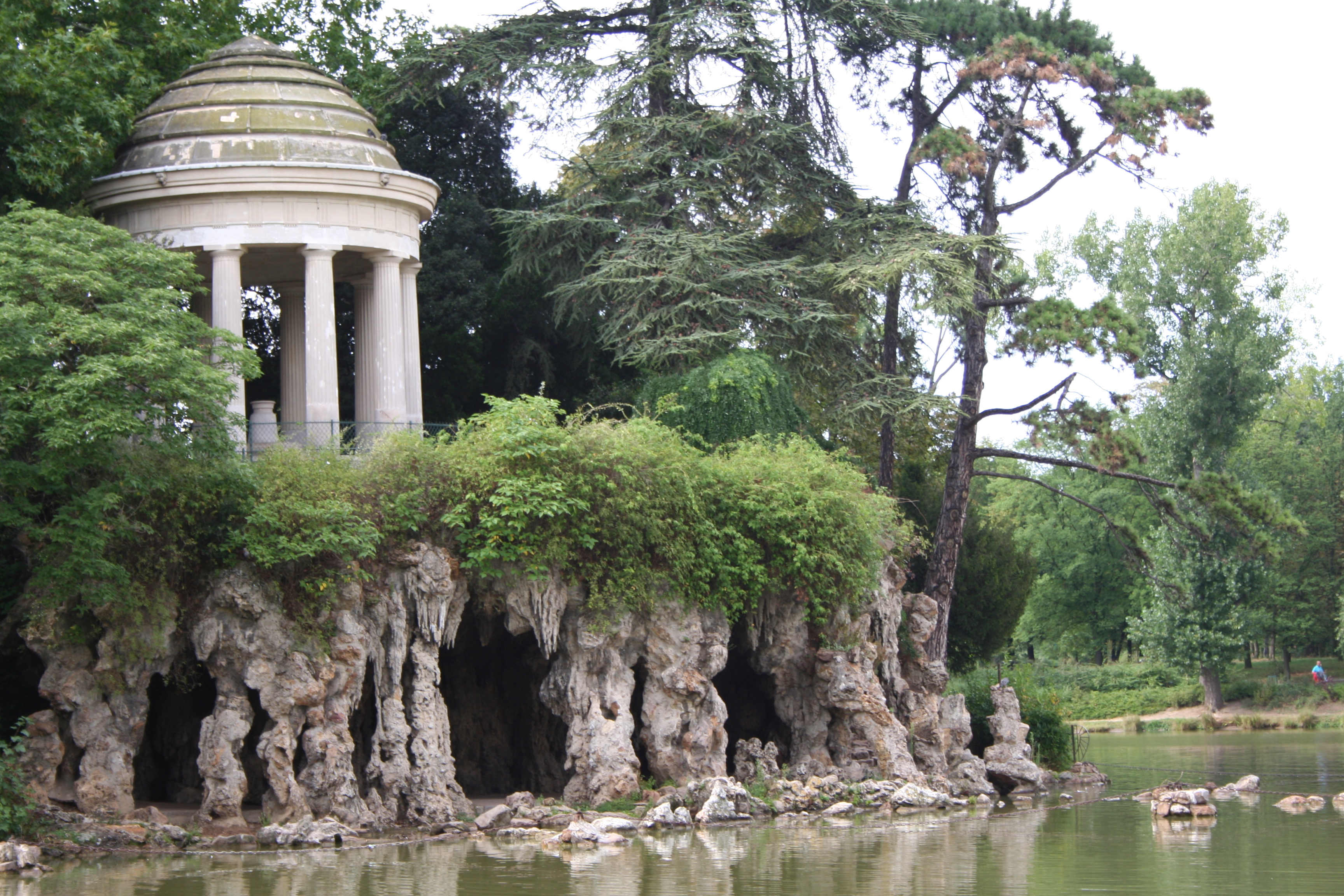
ヴァンセンヌの森 （12区）

- ブローニュの森
- ヴァンセンヌの森

## 公園

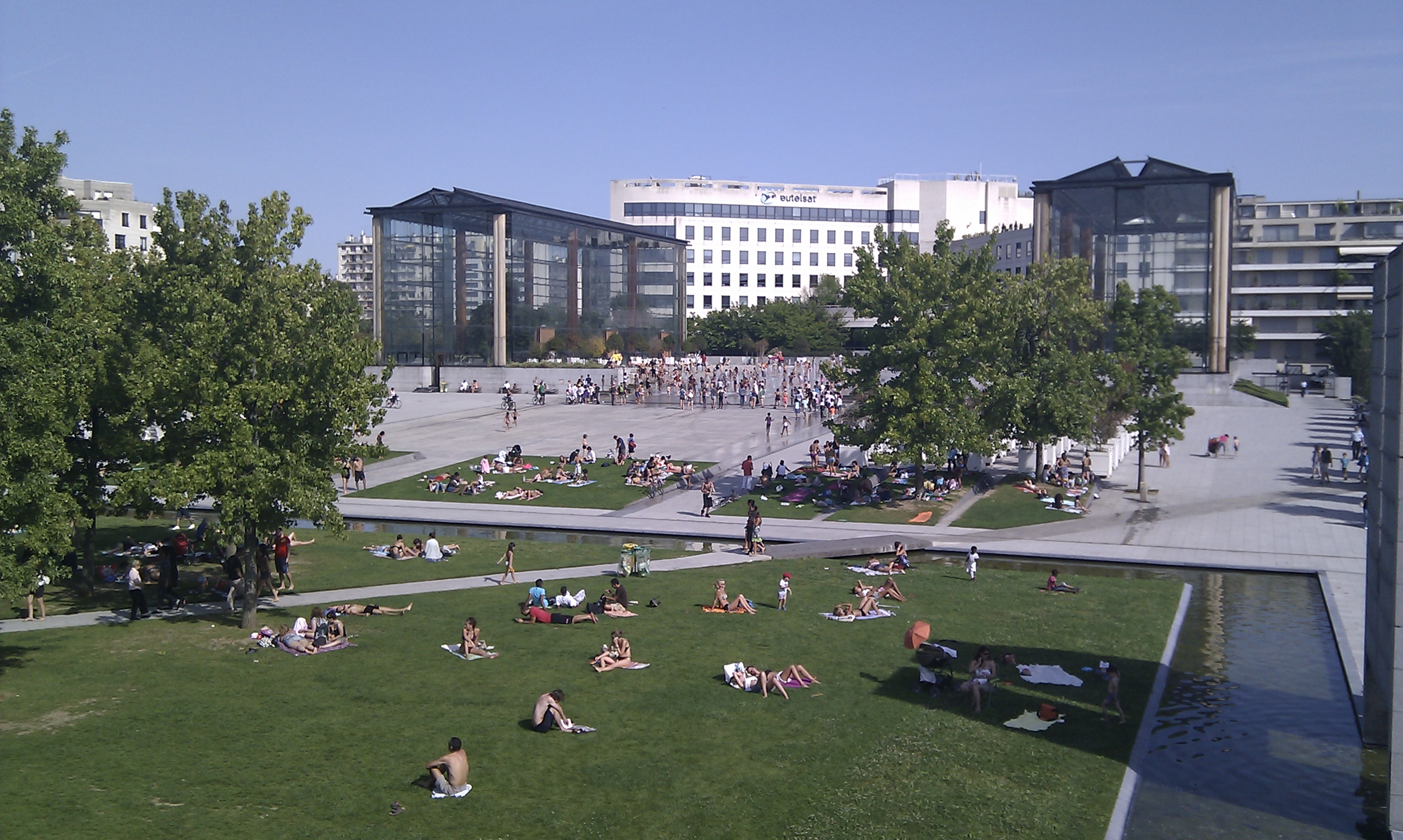
アンドレ・シトロエン公園 （15区）
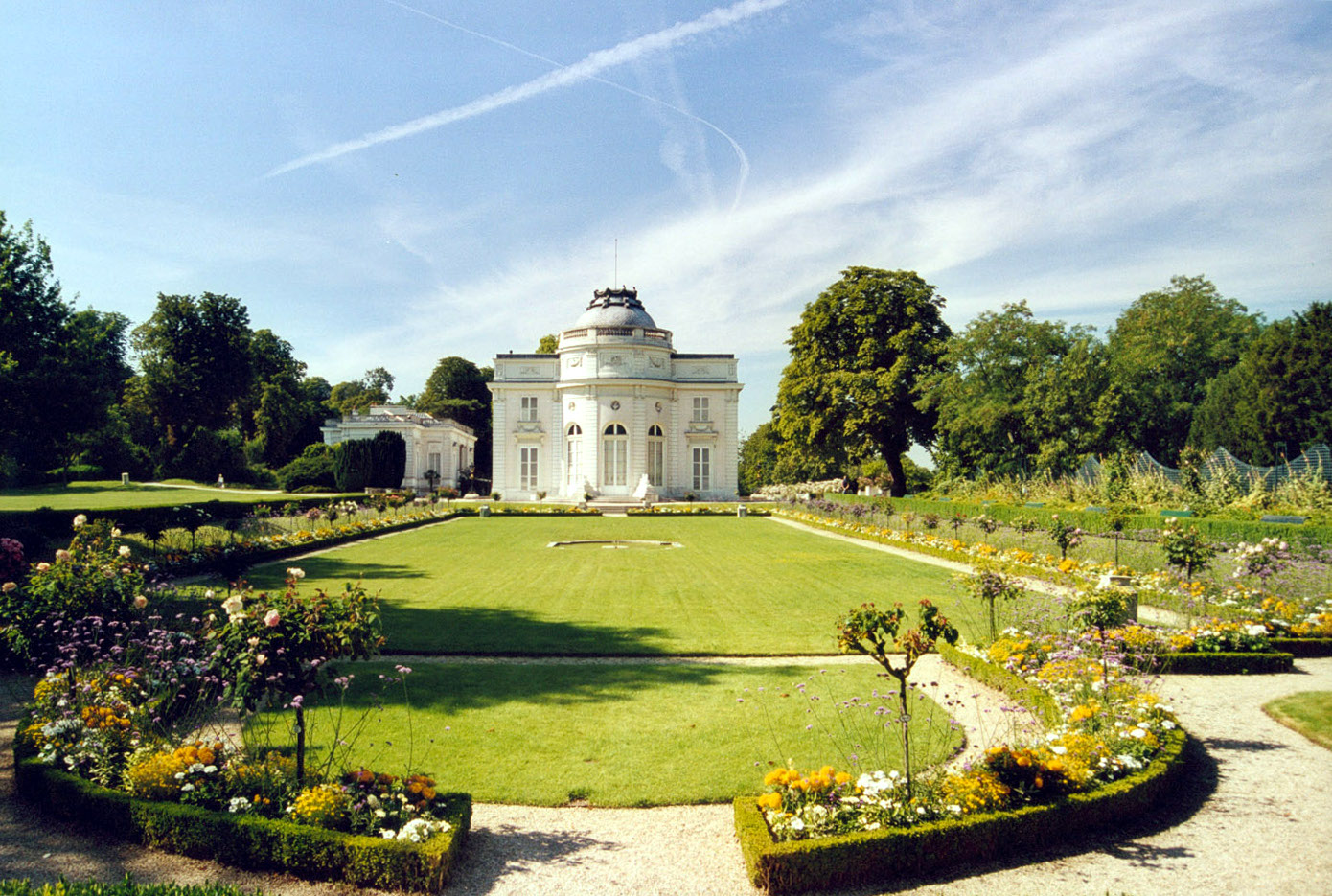
バガテル公園 （16区）
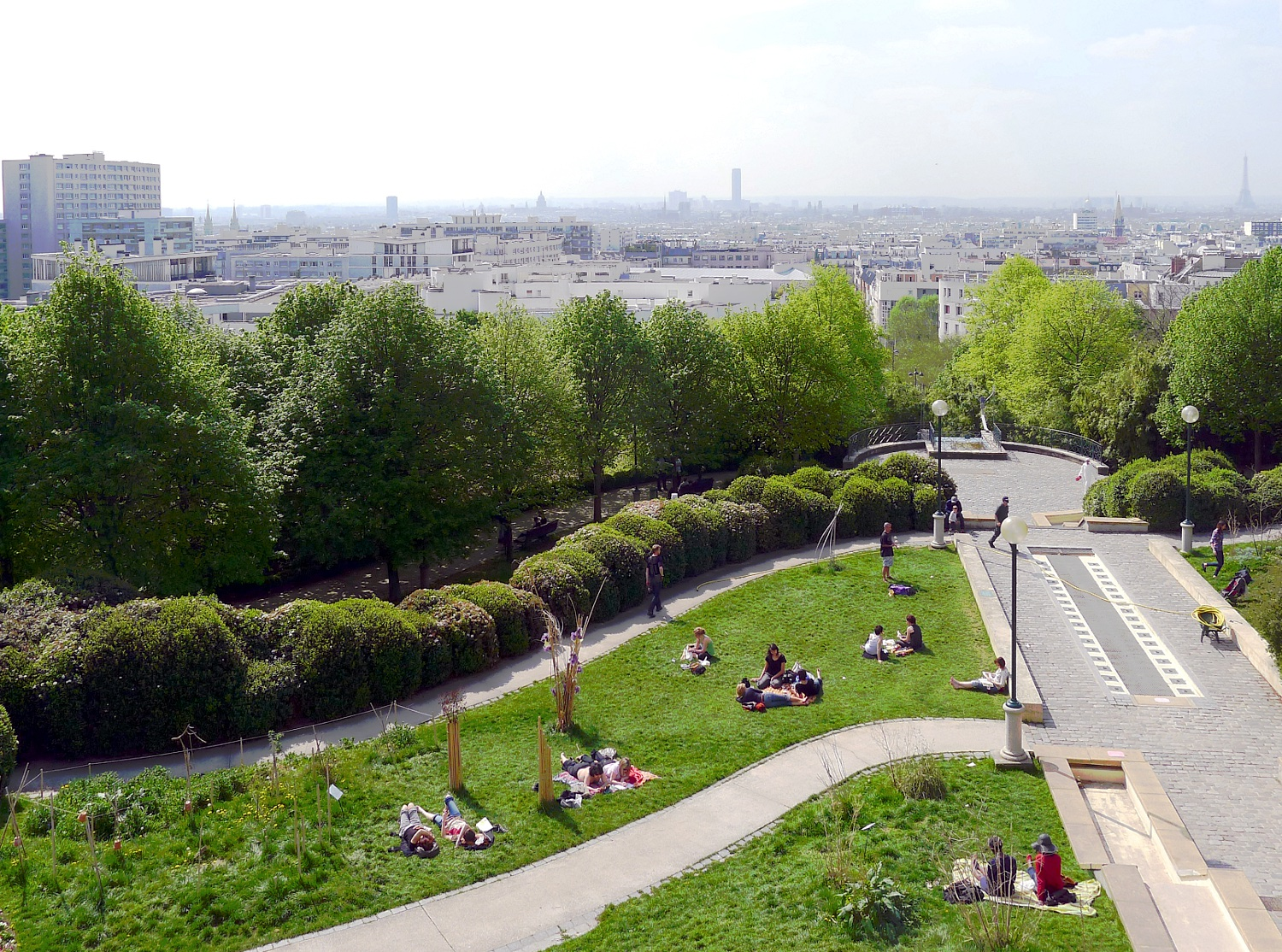
ベルヴィル公園 （20区）
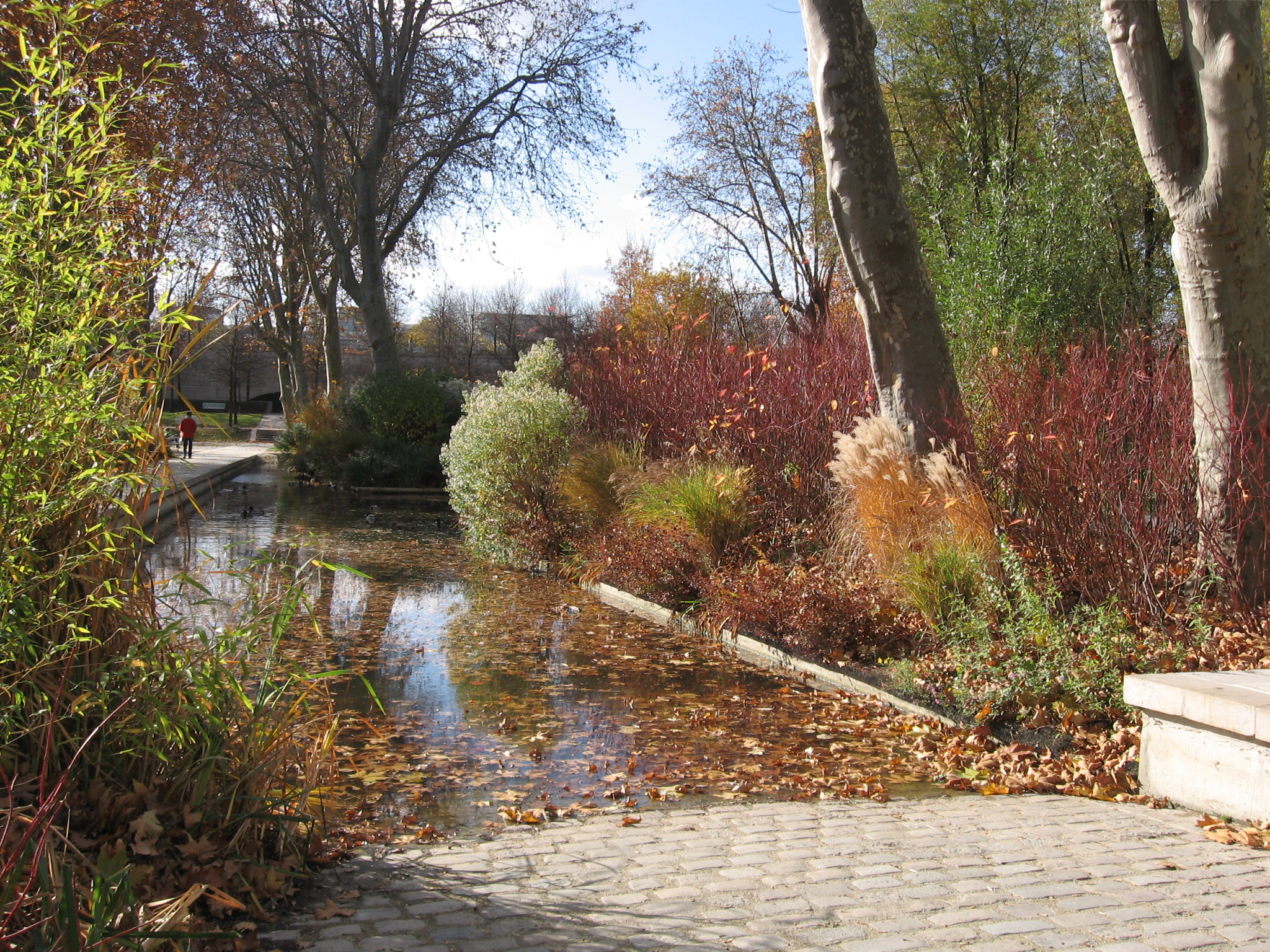
ベルシー公園 （12区）
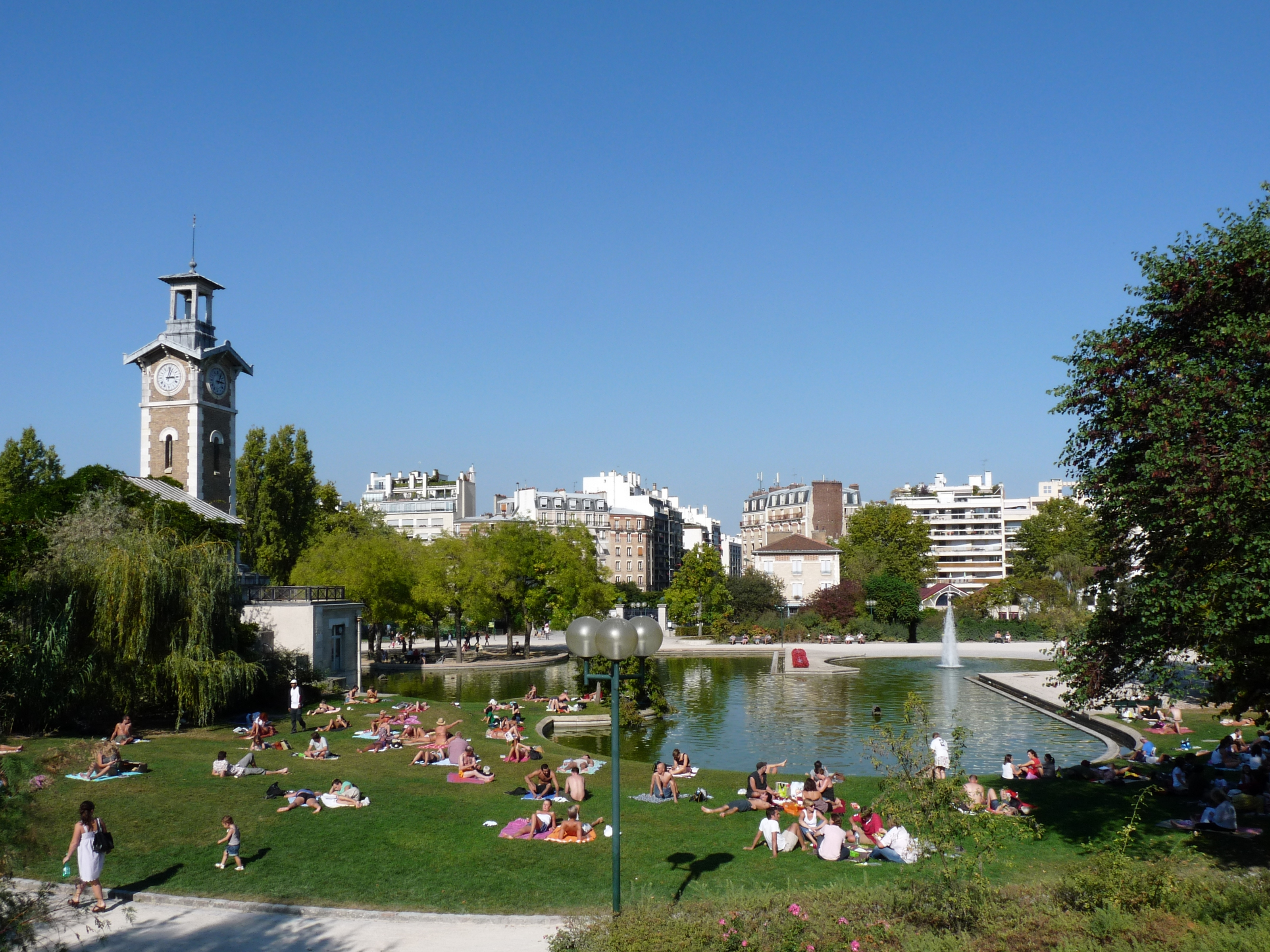
ジョルジュ＝ブラッセン公園 （15区）
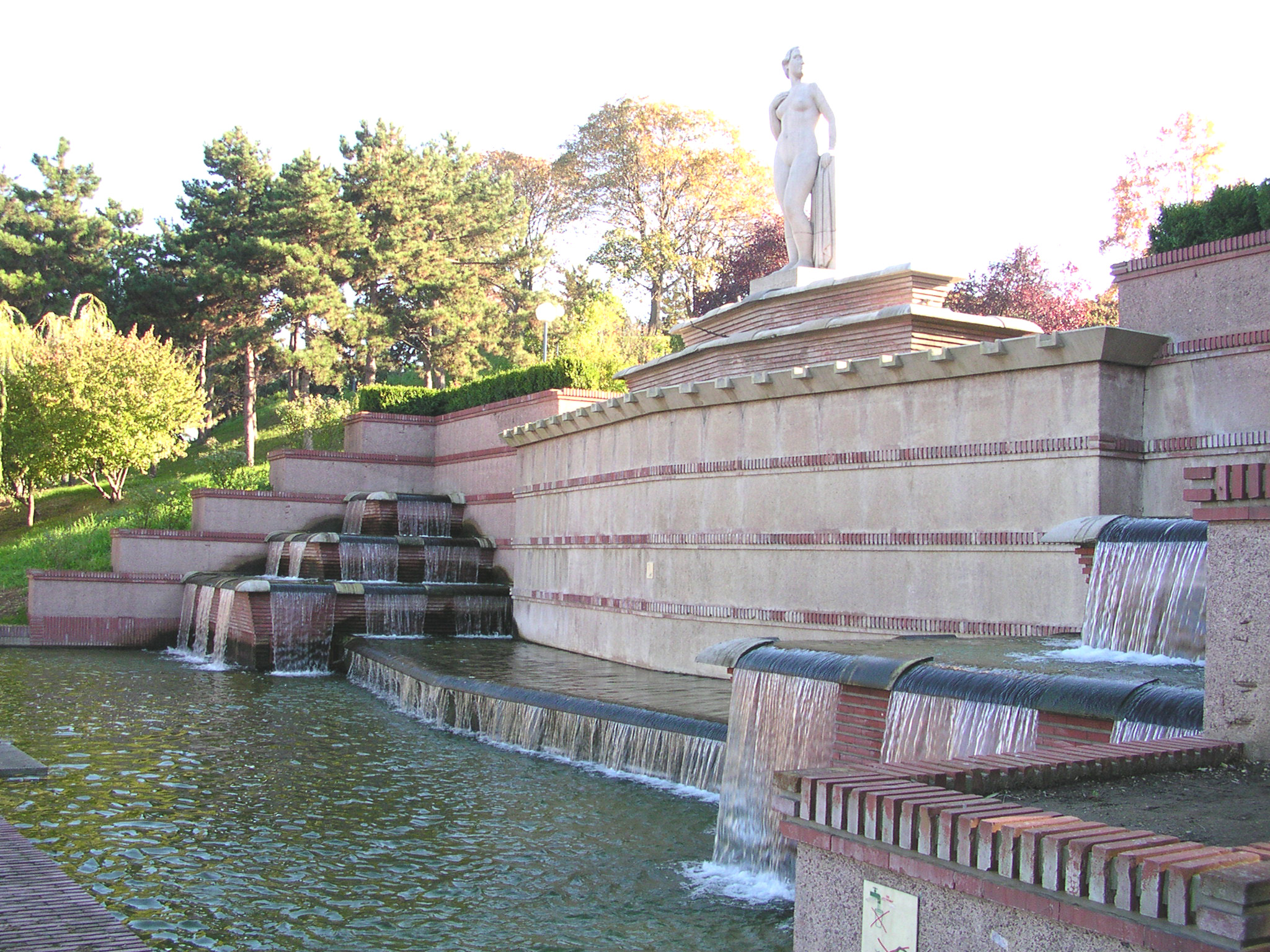
ラビュットデュシャポールージュ公園 （19区）
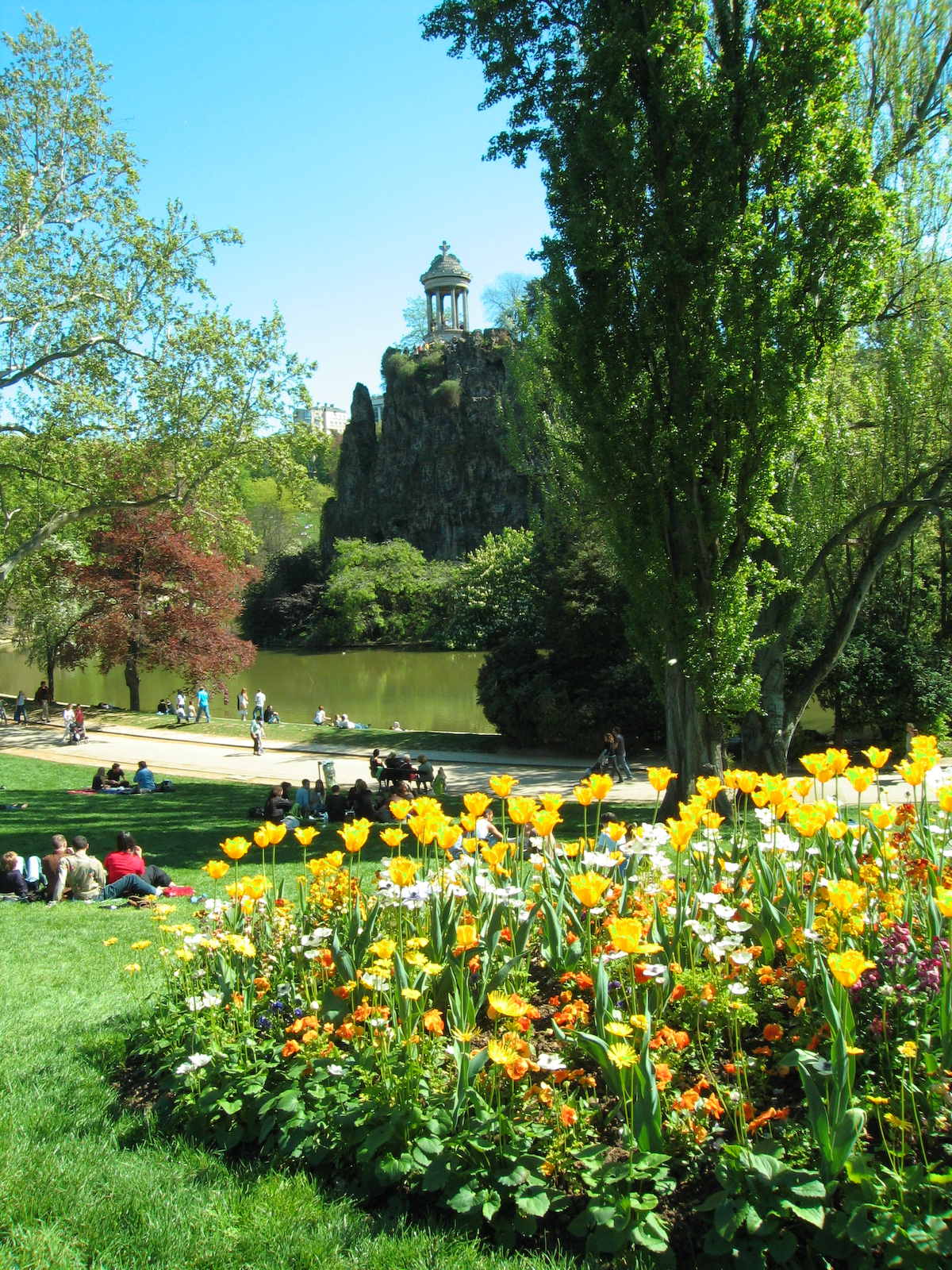
ビュット・ショーモン公園 （19区）
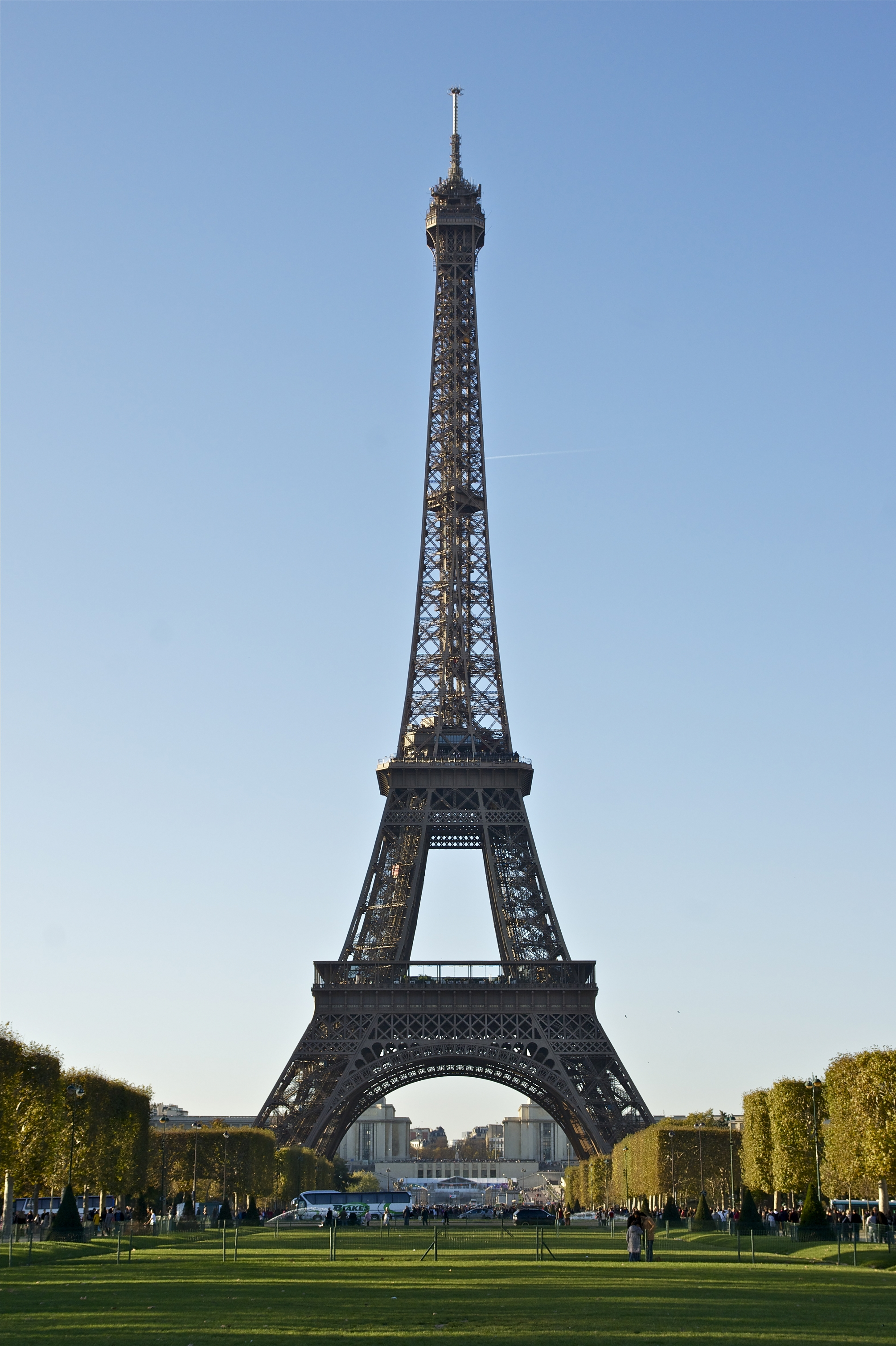
シャン・ド・マルス公園 （7区）
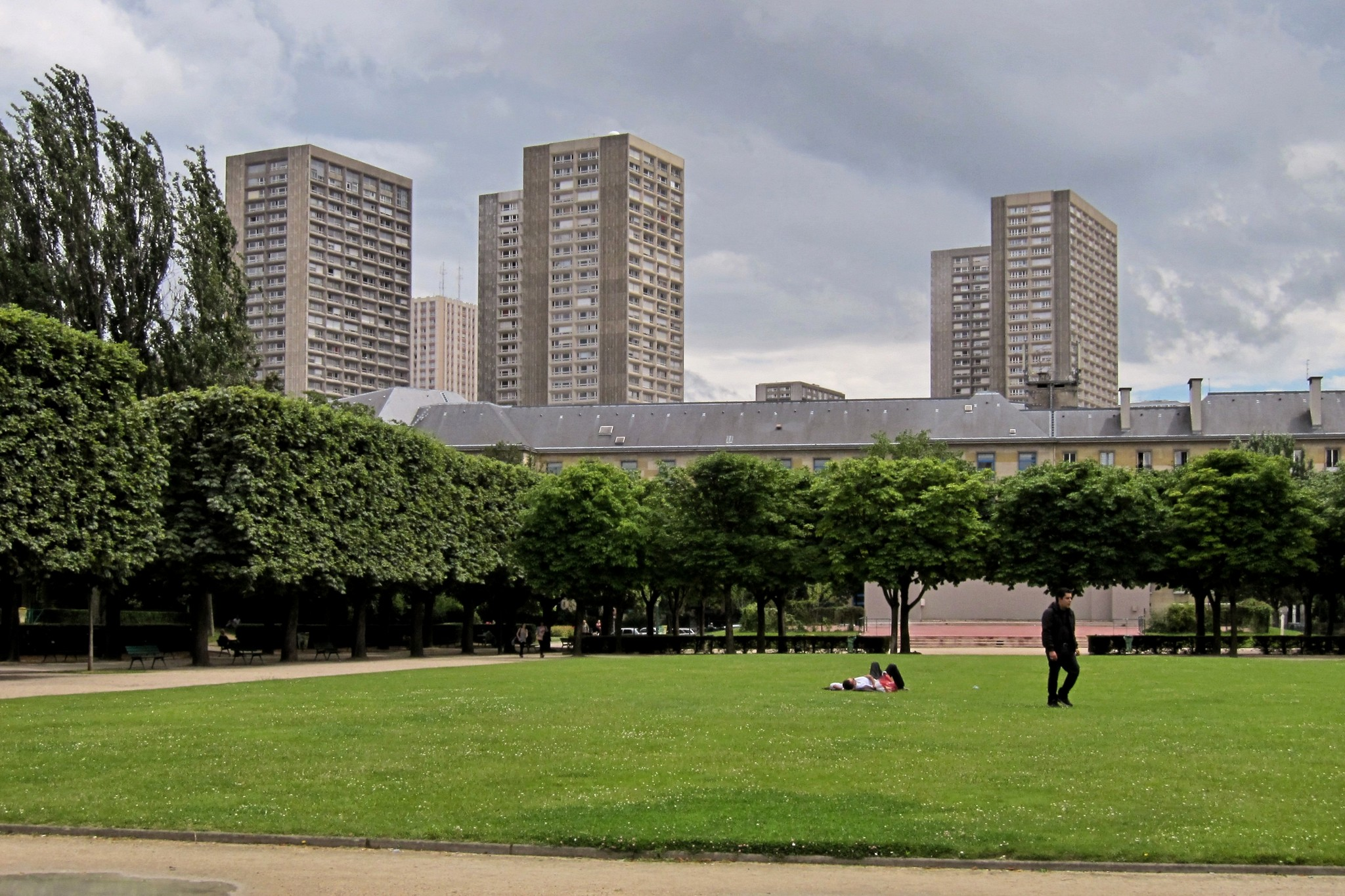
ショワジー公園 （13区）
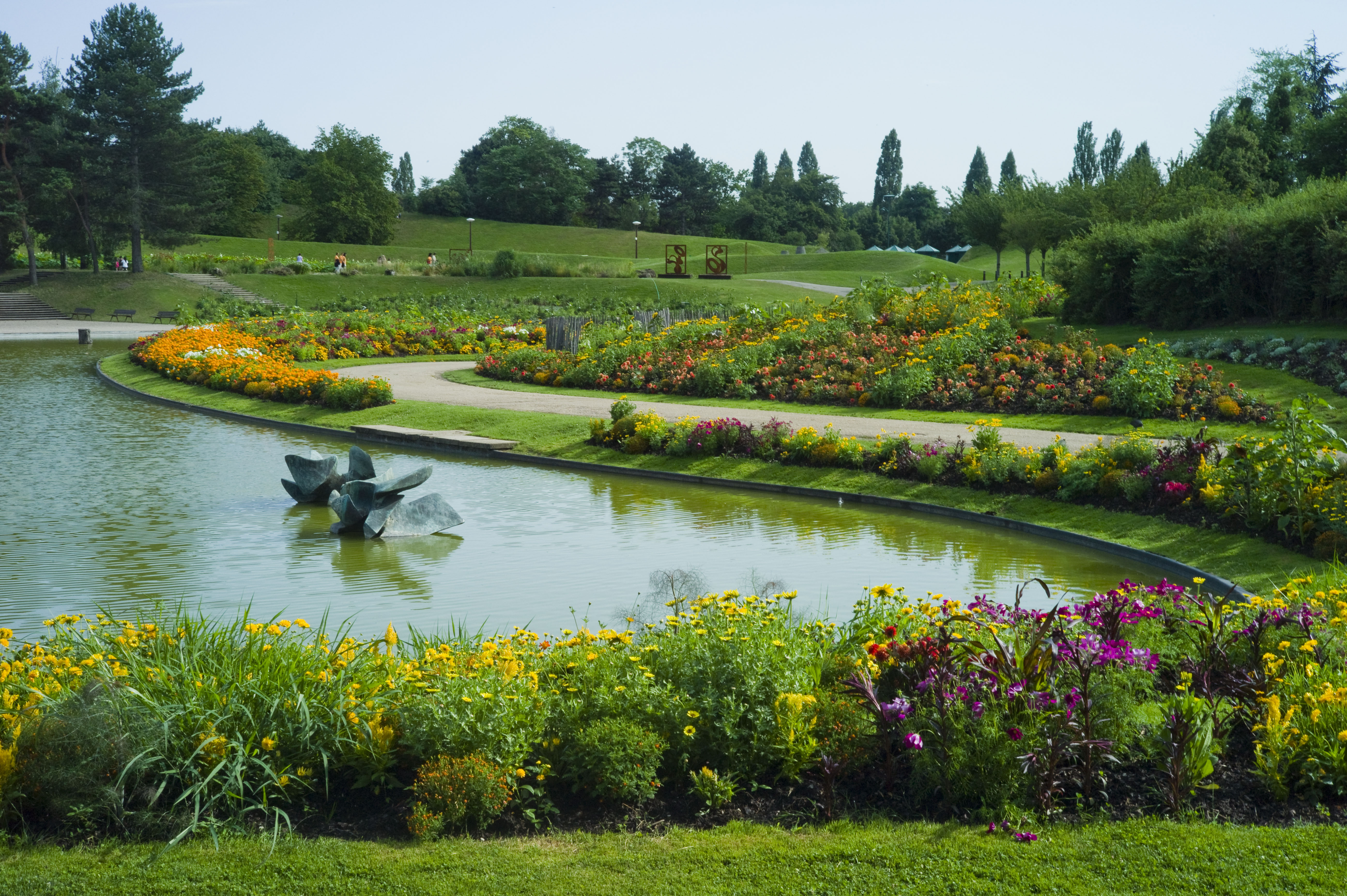
パリ花公園 （12区）
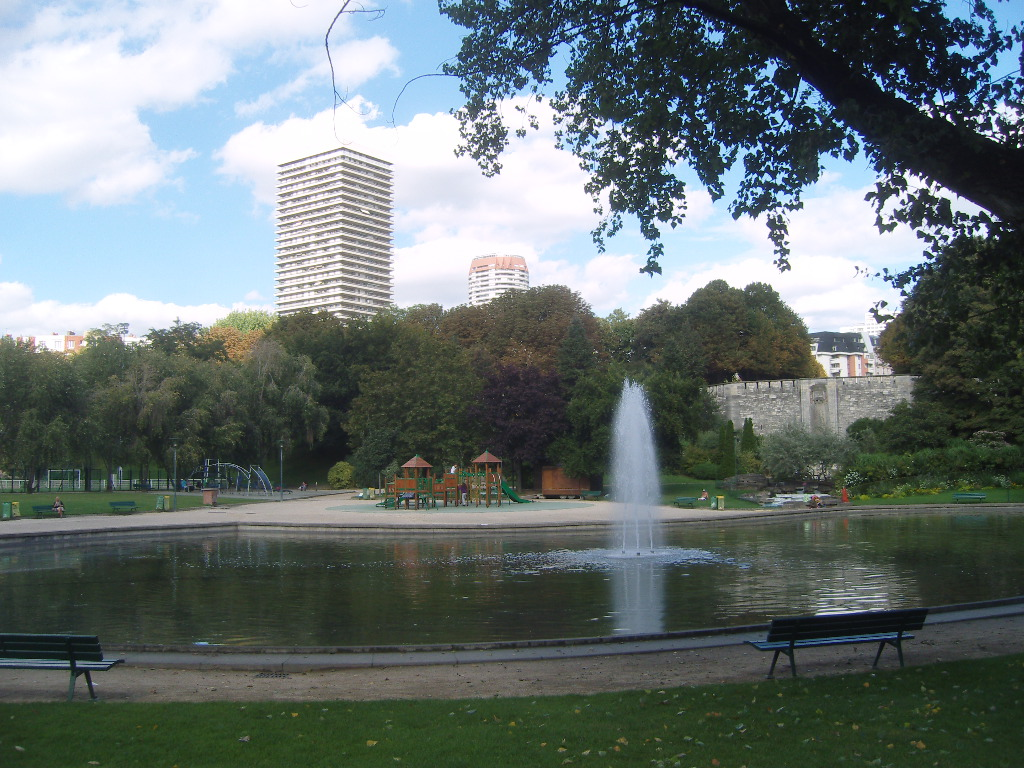
ケラーマン公園（13区）
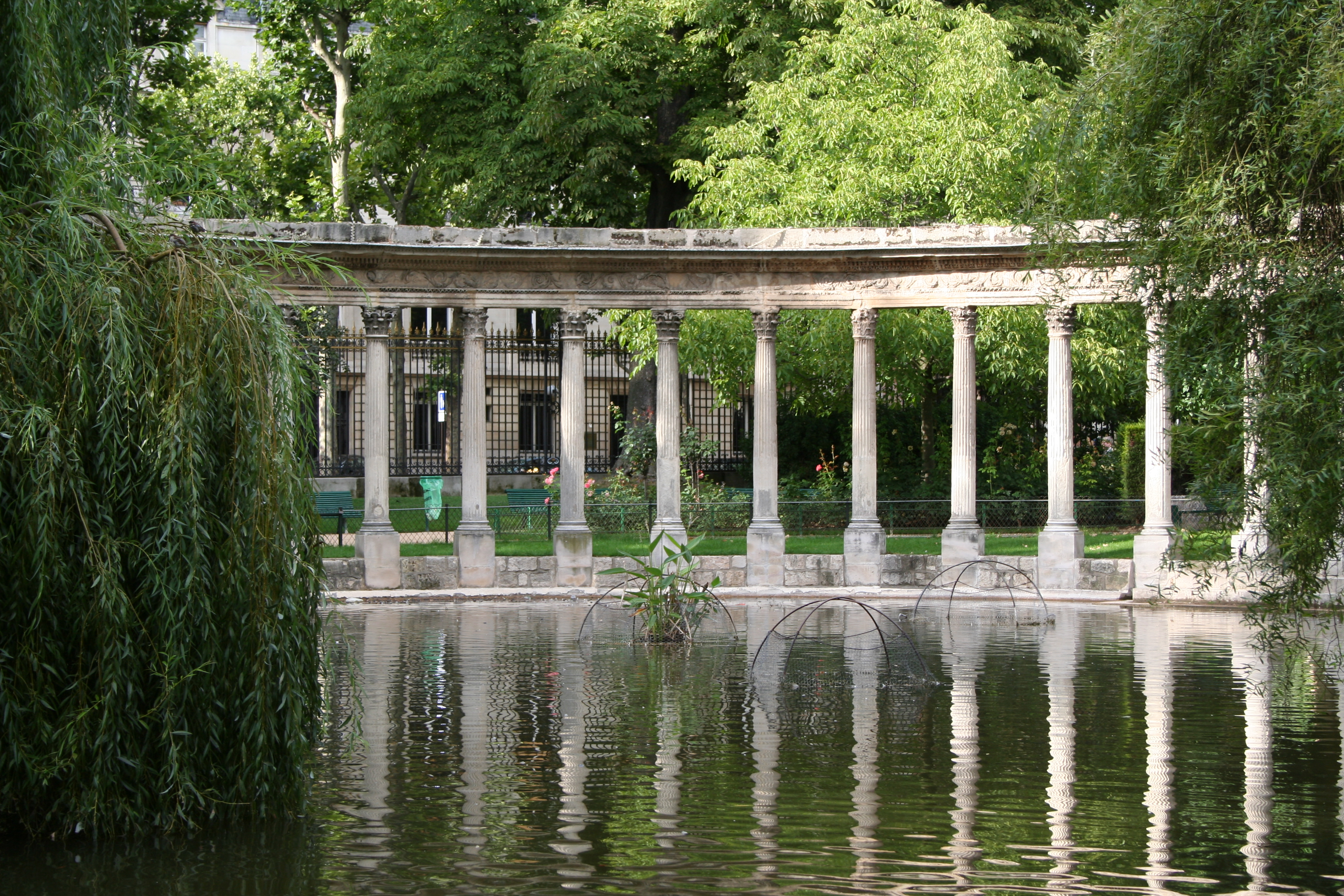
モンソー公園 （8区）
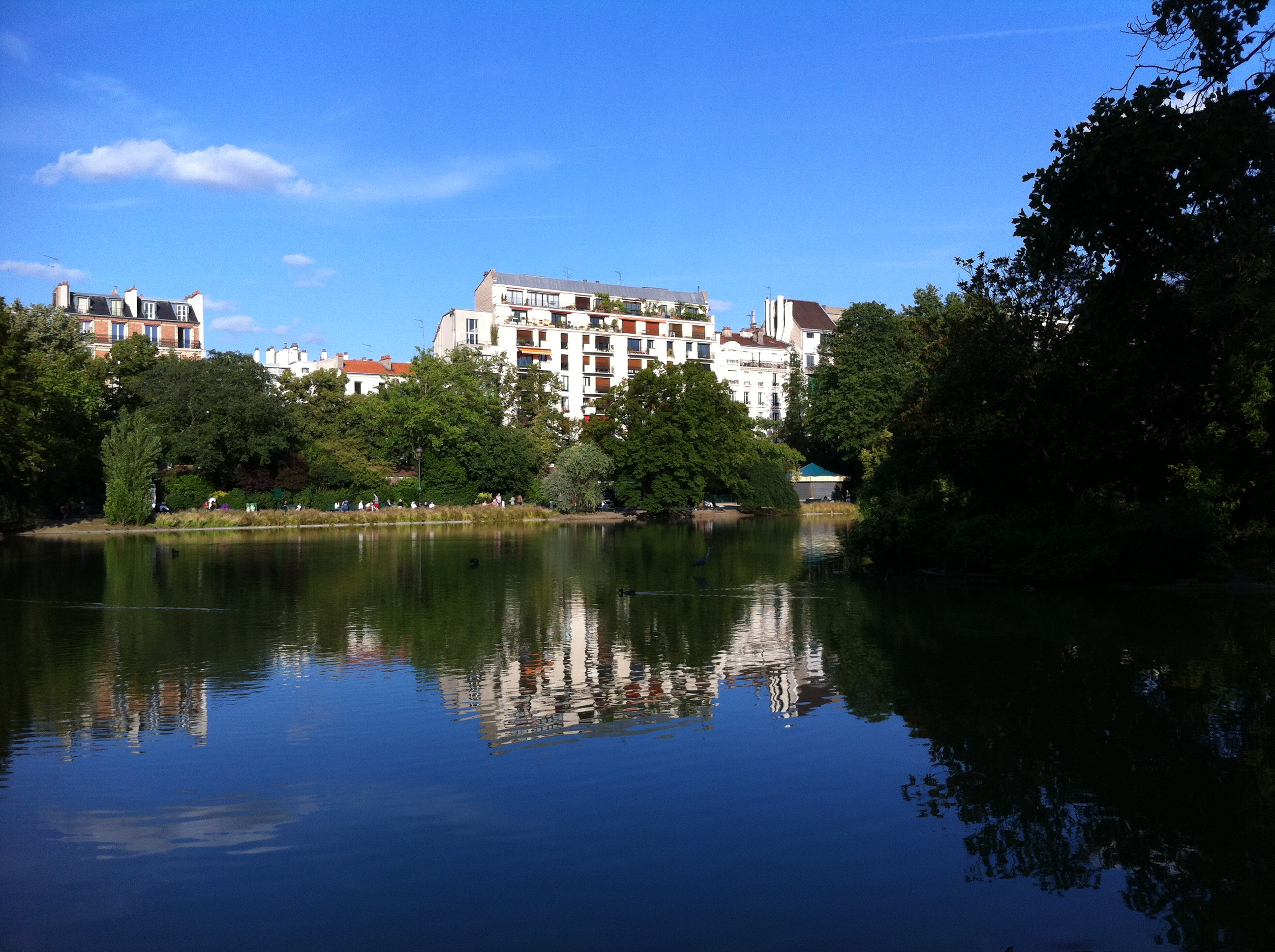
モンスリー公園 （14区）
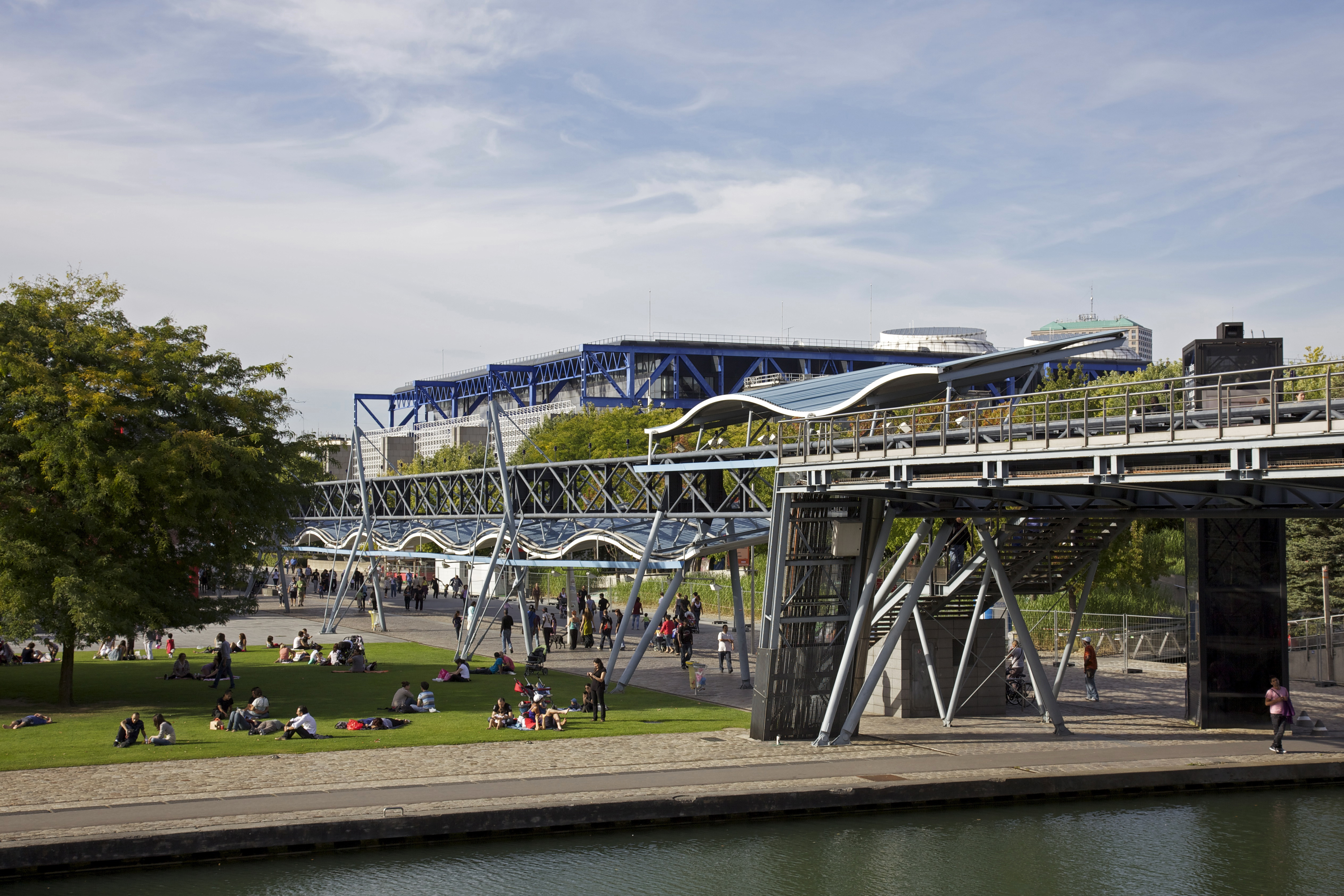
ラ・ヴィレット公園 （19区）

- アンドレ・シトロエン公園
- バガテル公園
- ベルヴィル公園
- ベルシー公園
- ジョルジュ＝ブラッセン公園
- ラビュットデュシャポールージュ公園
- ビュット・ショーモン公園
- シャン・ド・マルス公園
- ショワジー公園
- パリ花公園
- ケラーマン公園
- モンソー公園
- モンスリー公園
- ラ・ヴィレット公園

## 庭園

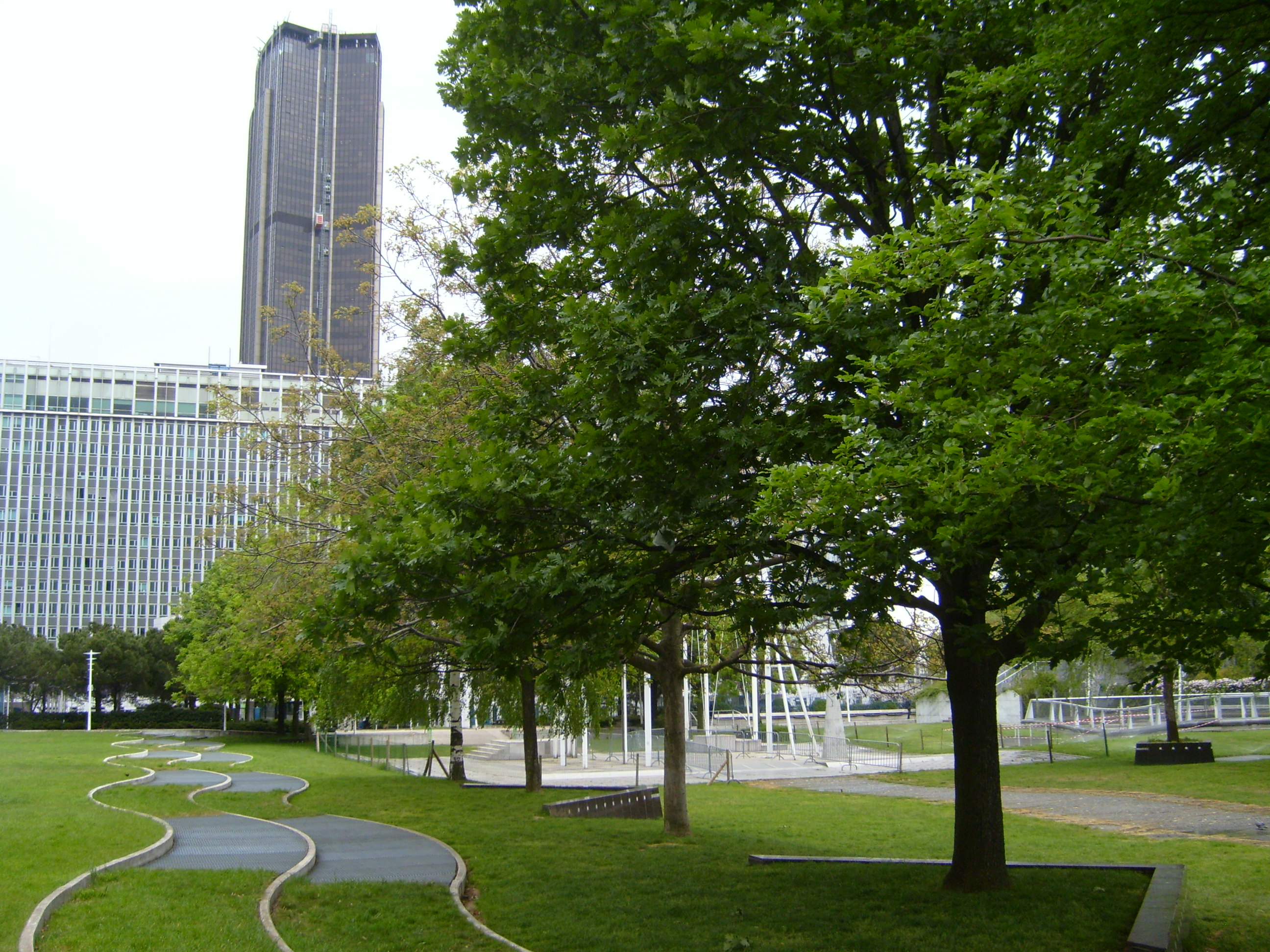
ジャルダン・アトランティック （15区）
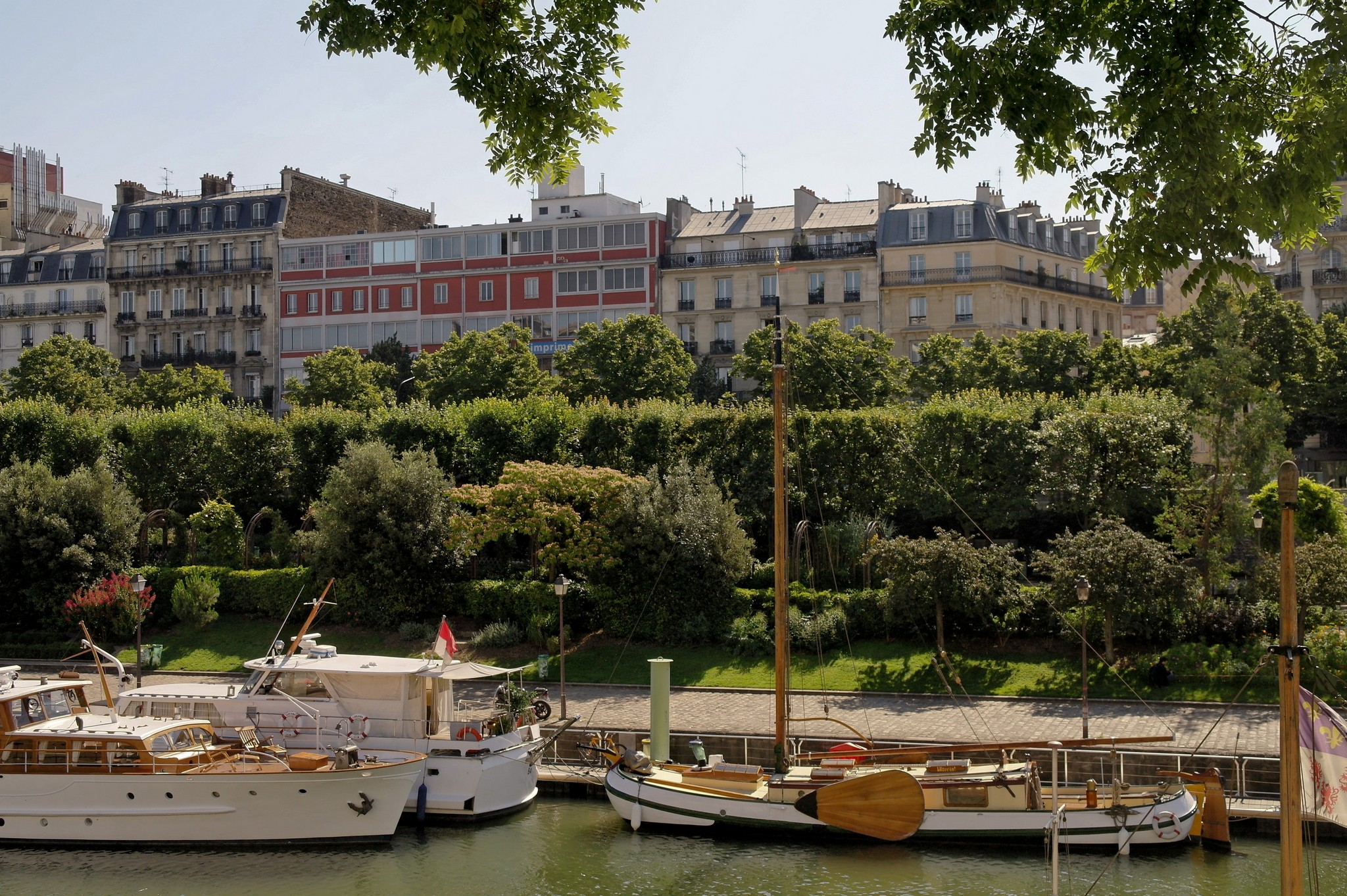
ジャルダン・デュバッサンドラルセナル （12区）
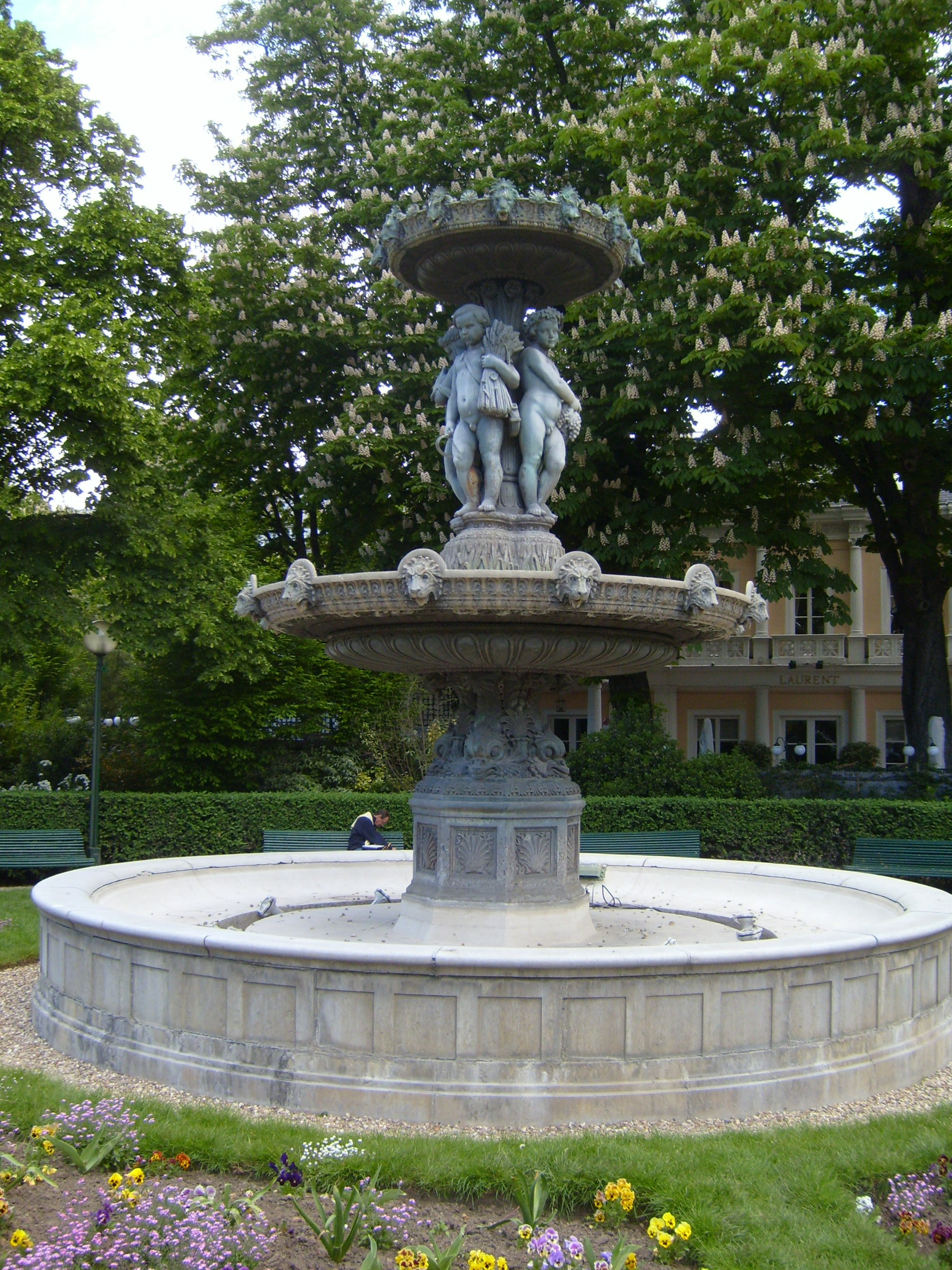
シャンゼリゼ通り （8区）
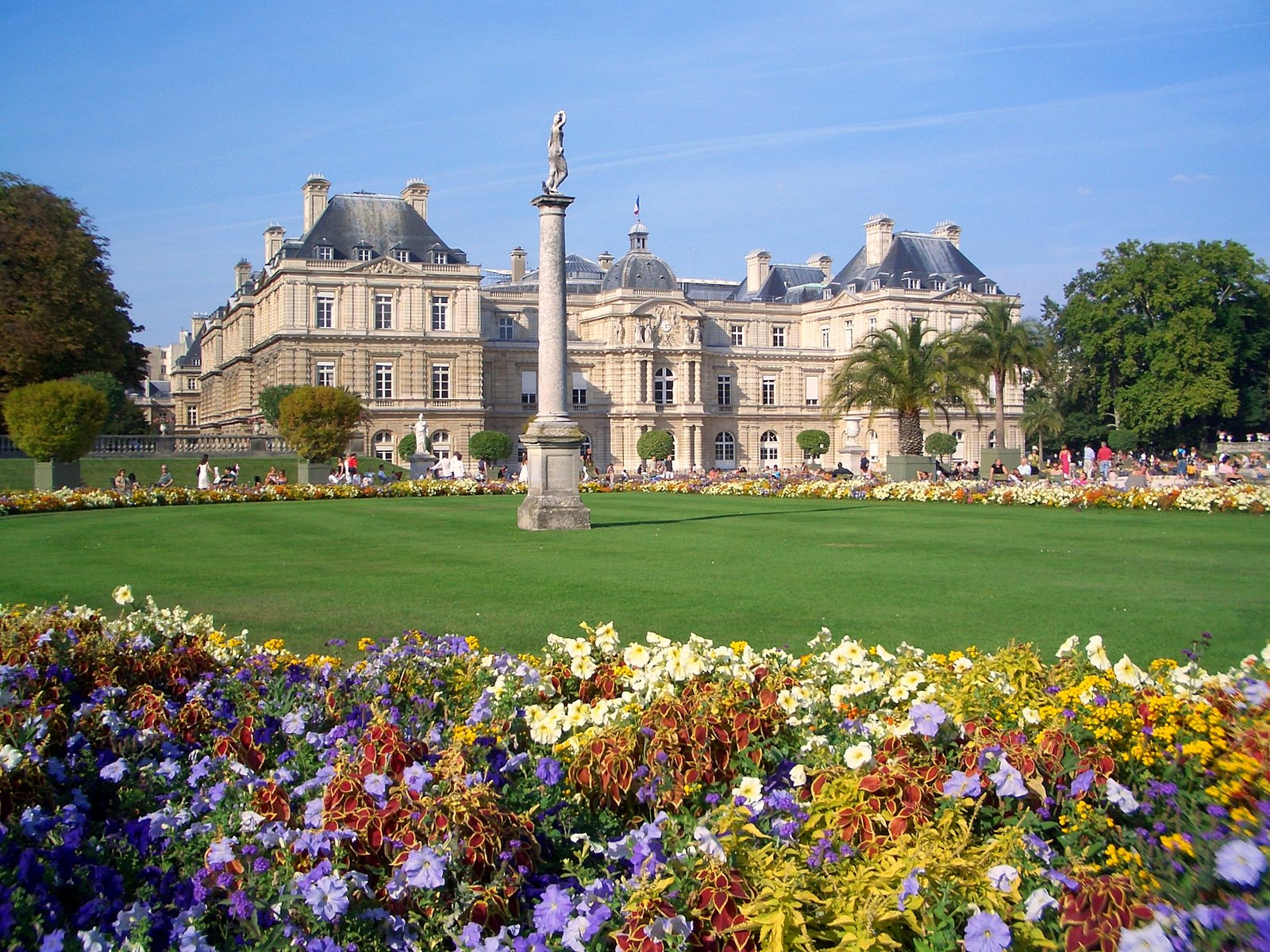
リュクサンブール公園 （6区）
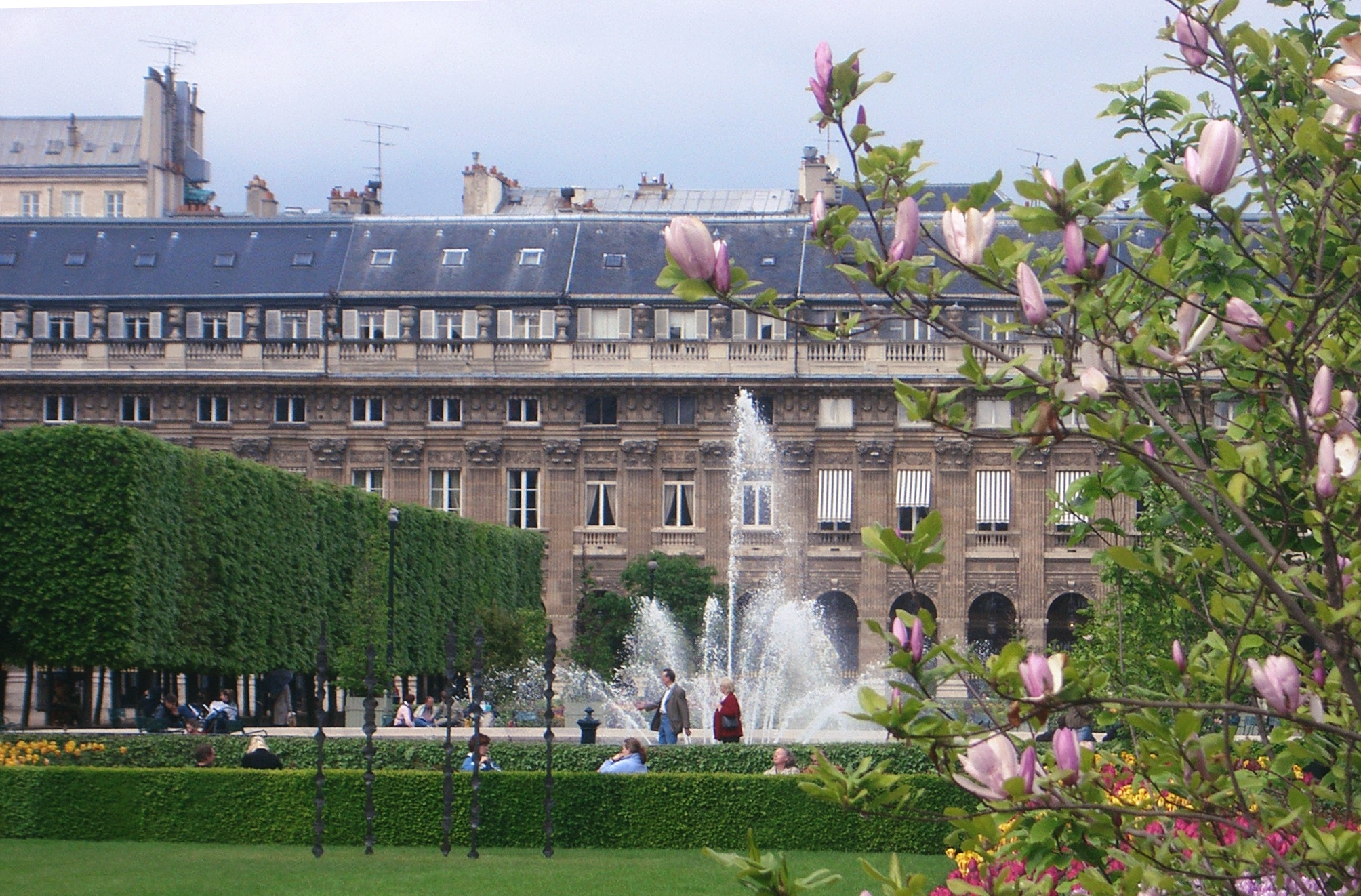
ジャルダン・デュパレロワイヤル （1区）
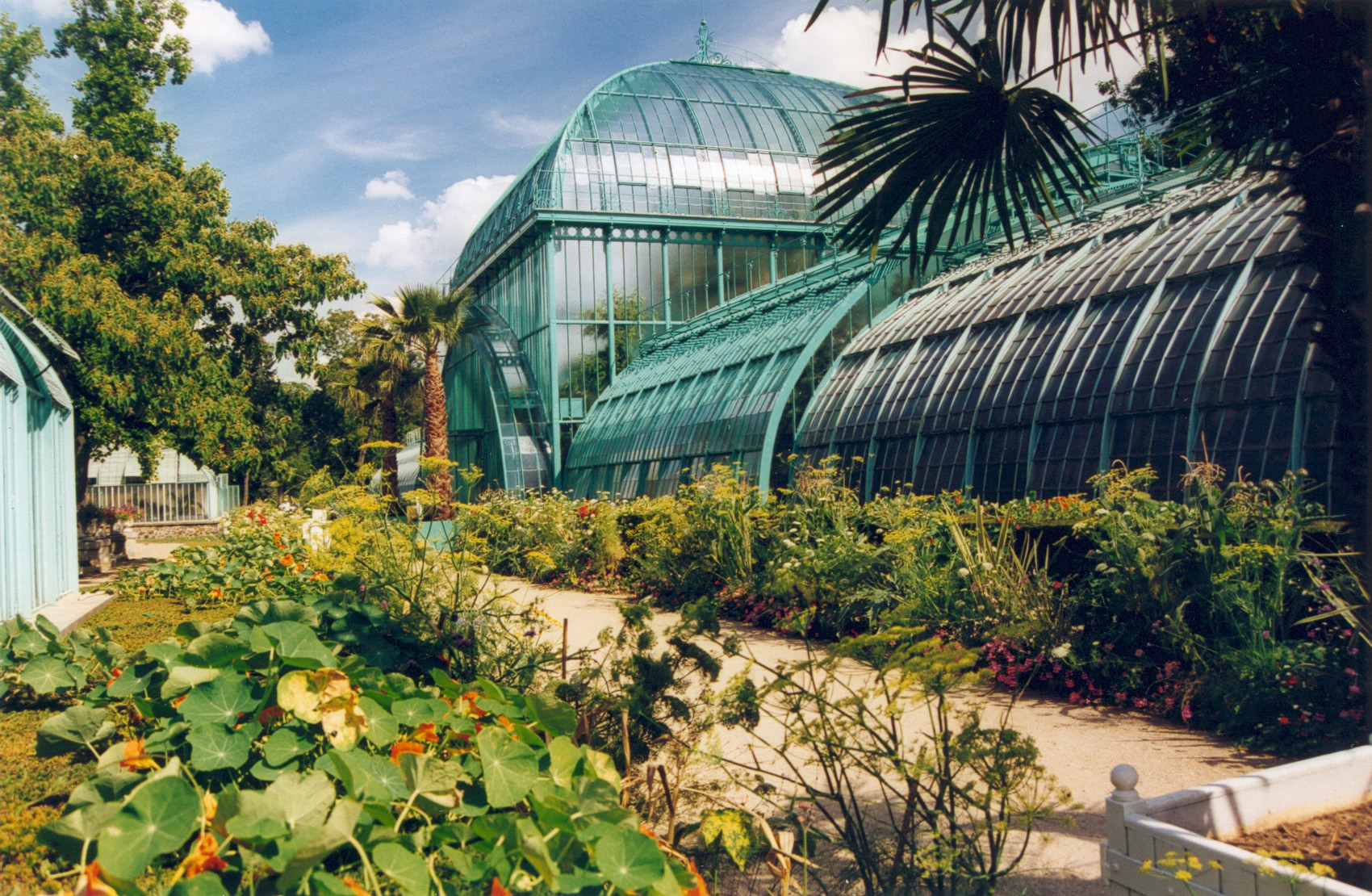
ジャルダン・デセールドュテユ （16区）
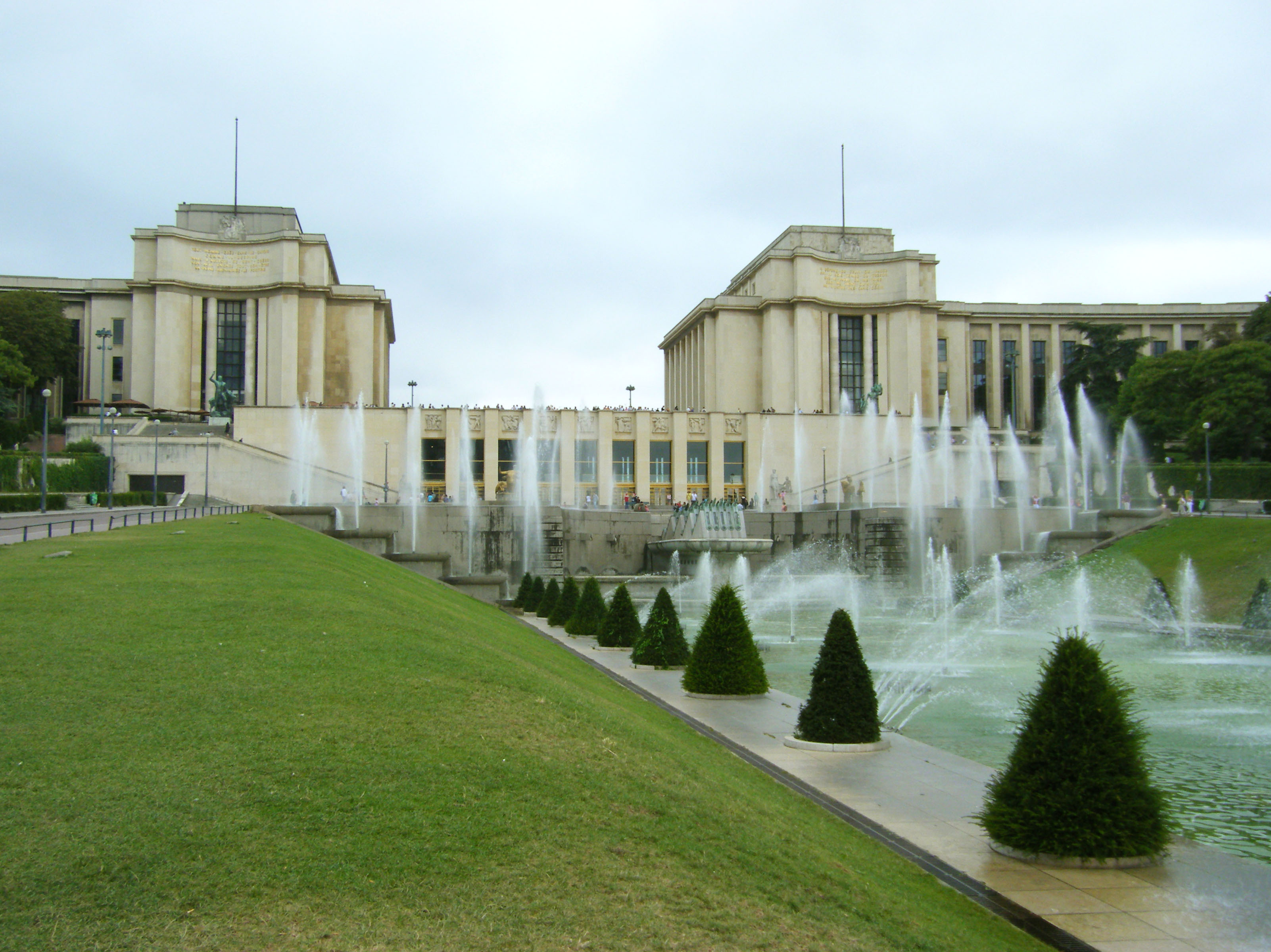
ジャルダン・デュトロカデロ （16区）
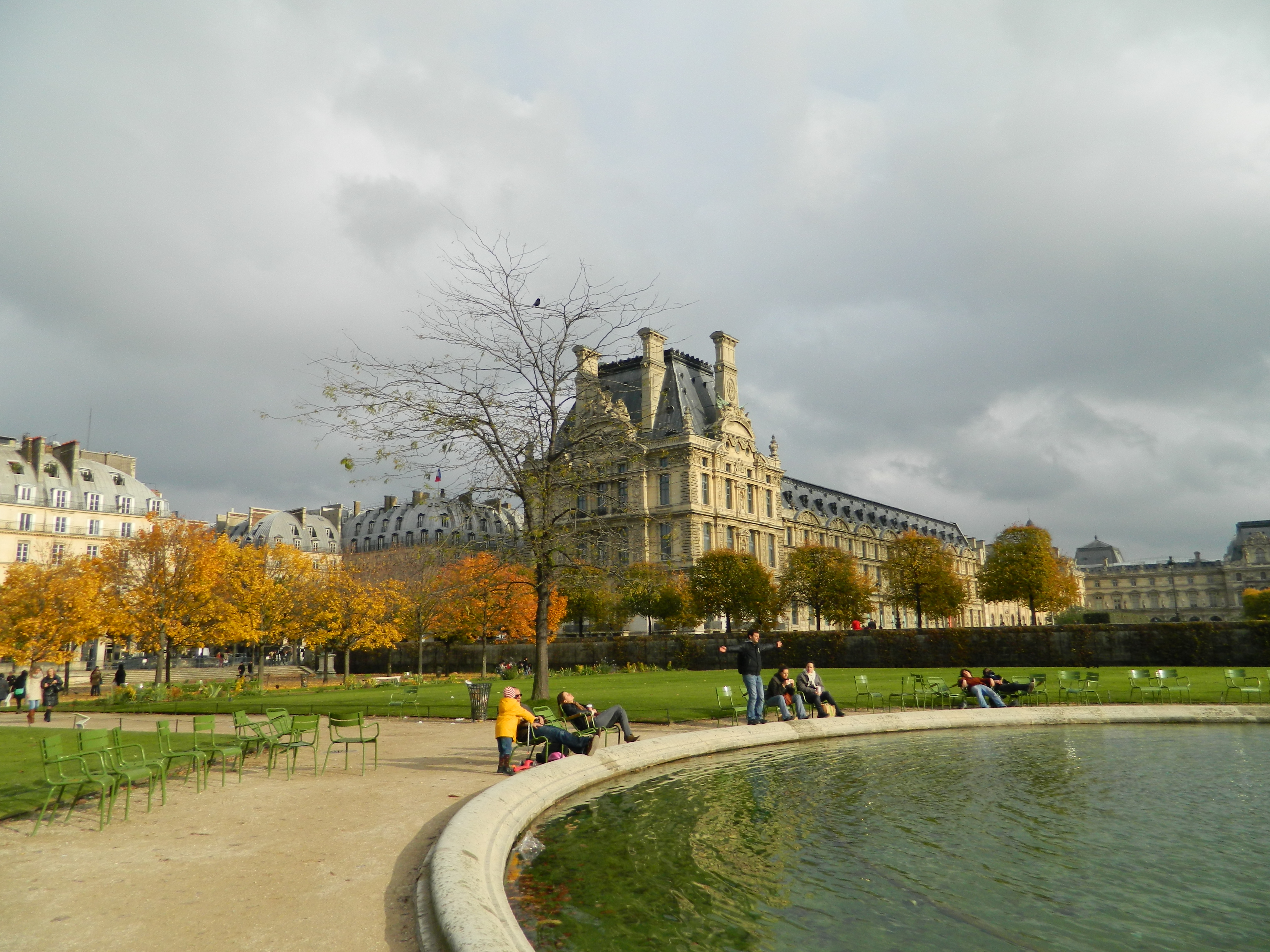
チュイルリー庭園 （1区）
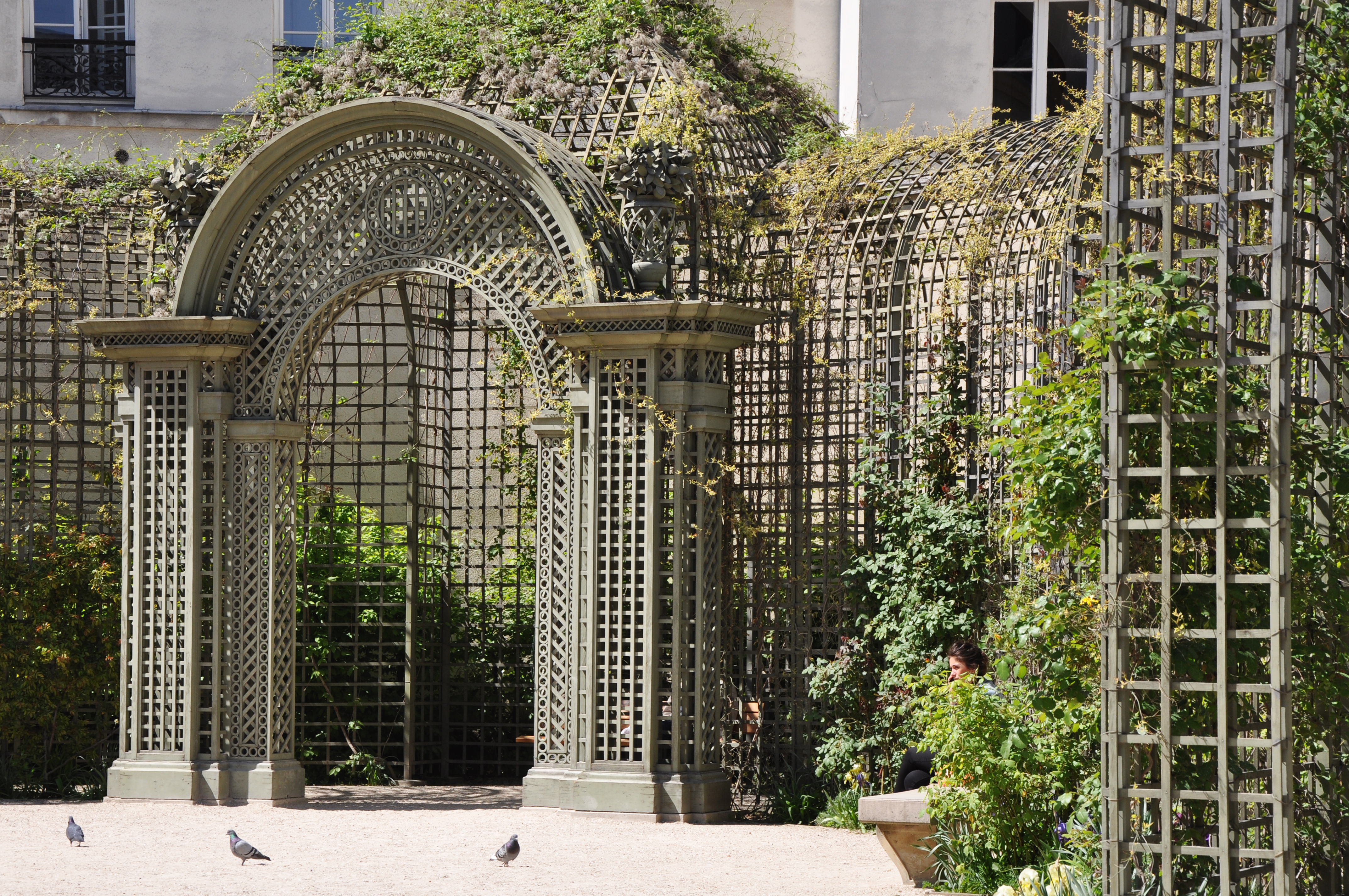
(fr) （3区）

- アクリマタシオン庭園
- ジャルダン・デュ・バッサン・ドゥ・ラルセナル
- ジャルダン・アトランティック
- ジャルダン・プレ・カテラン
- ジャルダン・カトリーヌ=ラブレ
- シャンゼリゼ通り
- ジャルダン・デ・アール
- リュクサンブール公園 （ Jardin du Luxembourg ）
- ジャルダン・ナチュレル
- 王宮庭園 （ Jardin du Palais Royal ）
- 植物園
- Jardin du Ranelagh
- Jardin des Serres d'Auteuil
- ジャルダン・シェイクスピア
- ジャルダン・ティノロッシ
- ジャルダン・デュトロカデロ
- チュイルリー庭園 （ Jardin des Tuileries ）
- ジャルダン・ビルミン

## 遊歩道

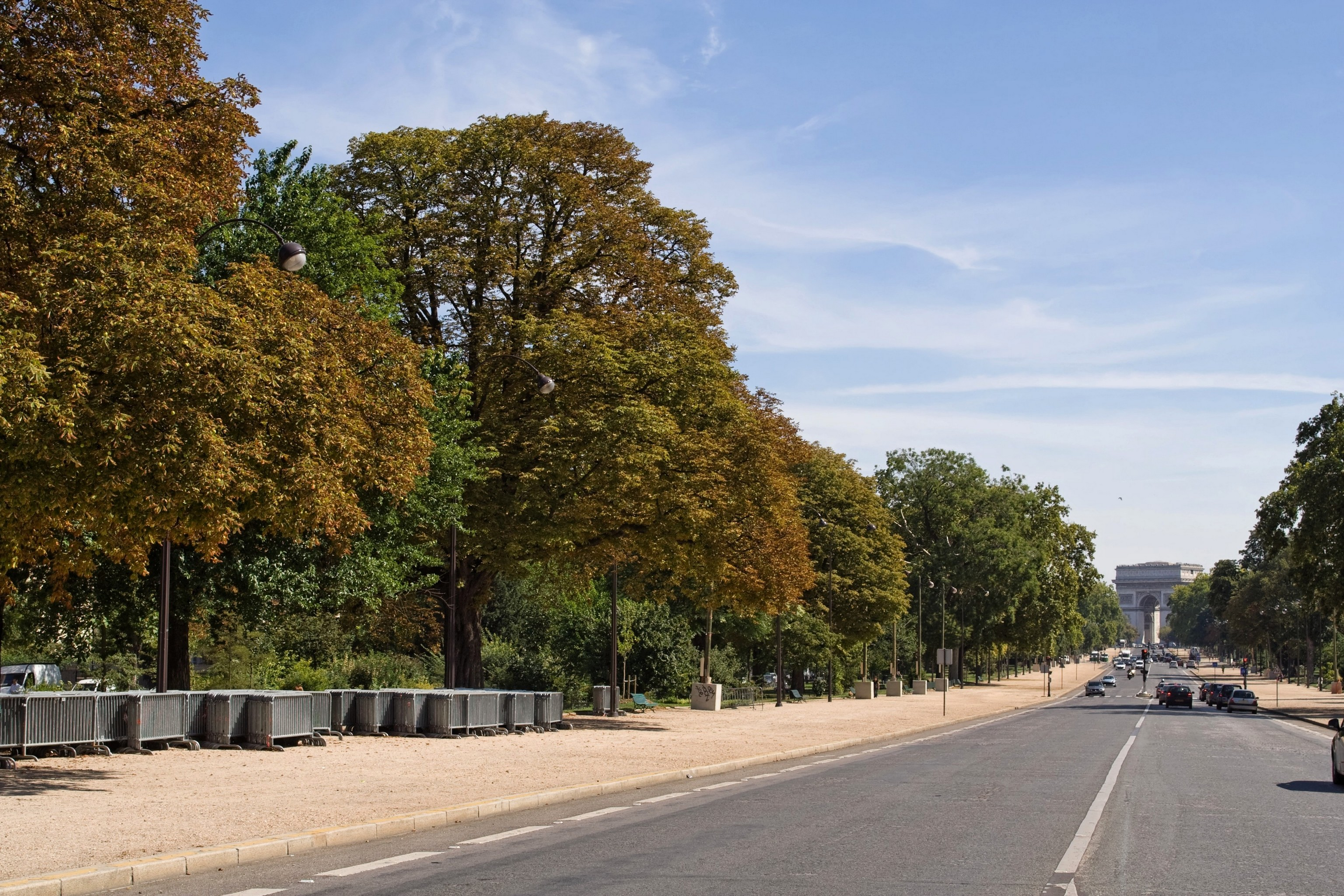
アベニューフォッシュ庭園（16区）
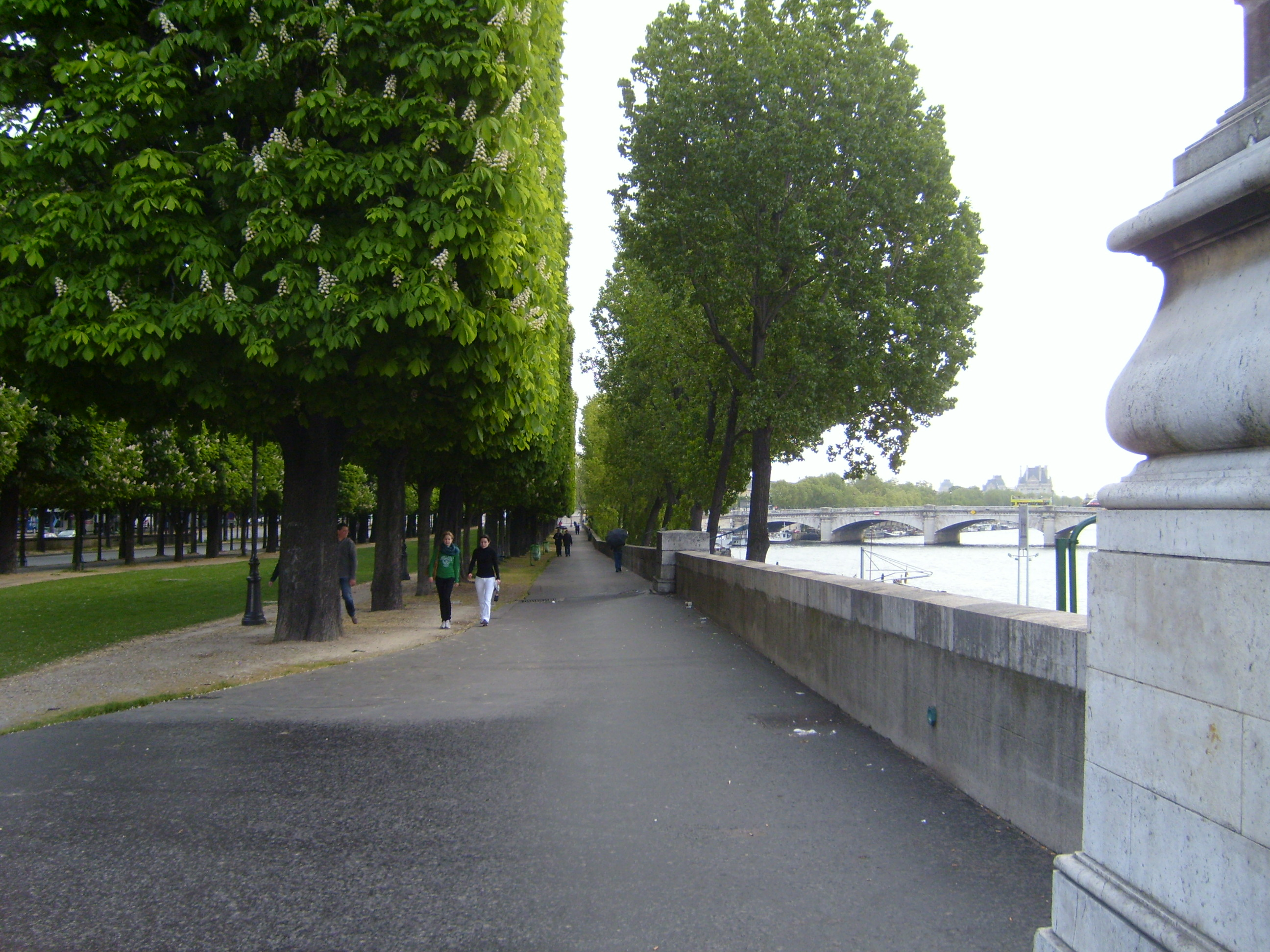
クールラレイン （8区）
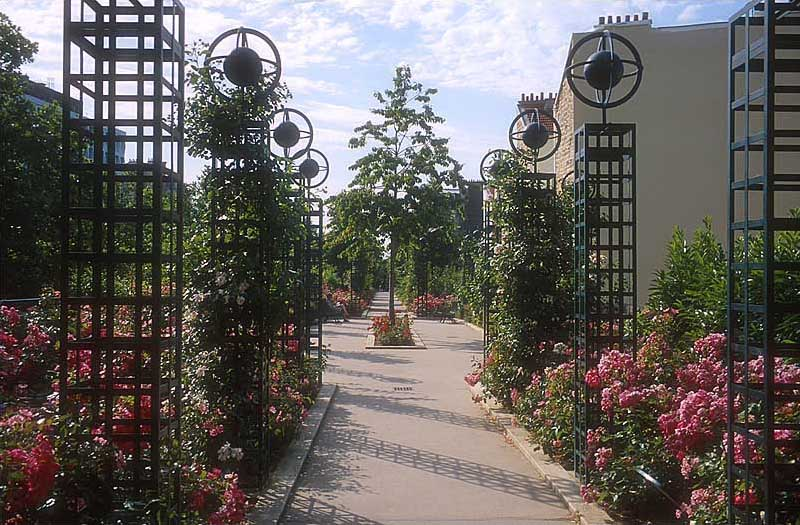
プロムナード・プランテ （12区）
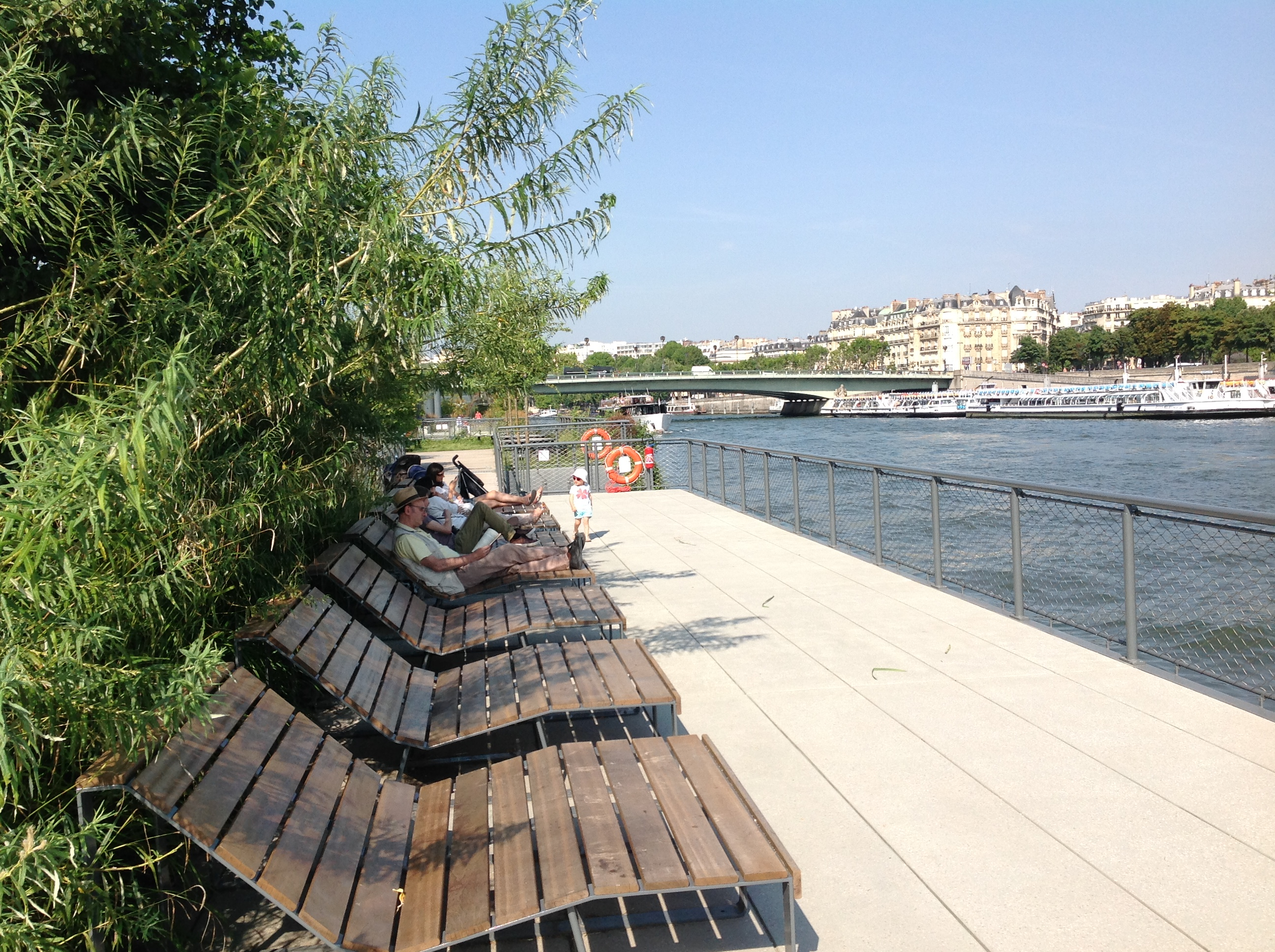
セーヌ川の遊歩道 （7区）

- アベニューフォッシュの庭園
- プロムナード・プランテ
- Îleaux Cygnes
- プロムナード・デ・ベルジュ・ド・ラ・セーヌ
- クール＝ラ＝レーヌ